# Teudiselo
Teudiselo dei Visigoti, Teudiselo anche in spagnolo e in portoghese, Teudisel in catalano, è chiamato anche  Teudigiselo o Teudisclo (... – Siviglia, dicembre 549), è stato re dei Visigoti dal 548 fino alla sua morte.

## Origine
Teudiselo era di nobile famiglia visigota, di cui non si conoscono gli ascendenti. 

Il Diccionario biográfico español, Real Academia de la Historia, riporta che qualche studioso ritiene che Teudiselo fosse figlio del Re degli Ostrogoti e re d'Italia, Teodato, nipote del re d'Italia, Teodorico, in quanto figlio di Amalafrida, sorella di Teodorico.

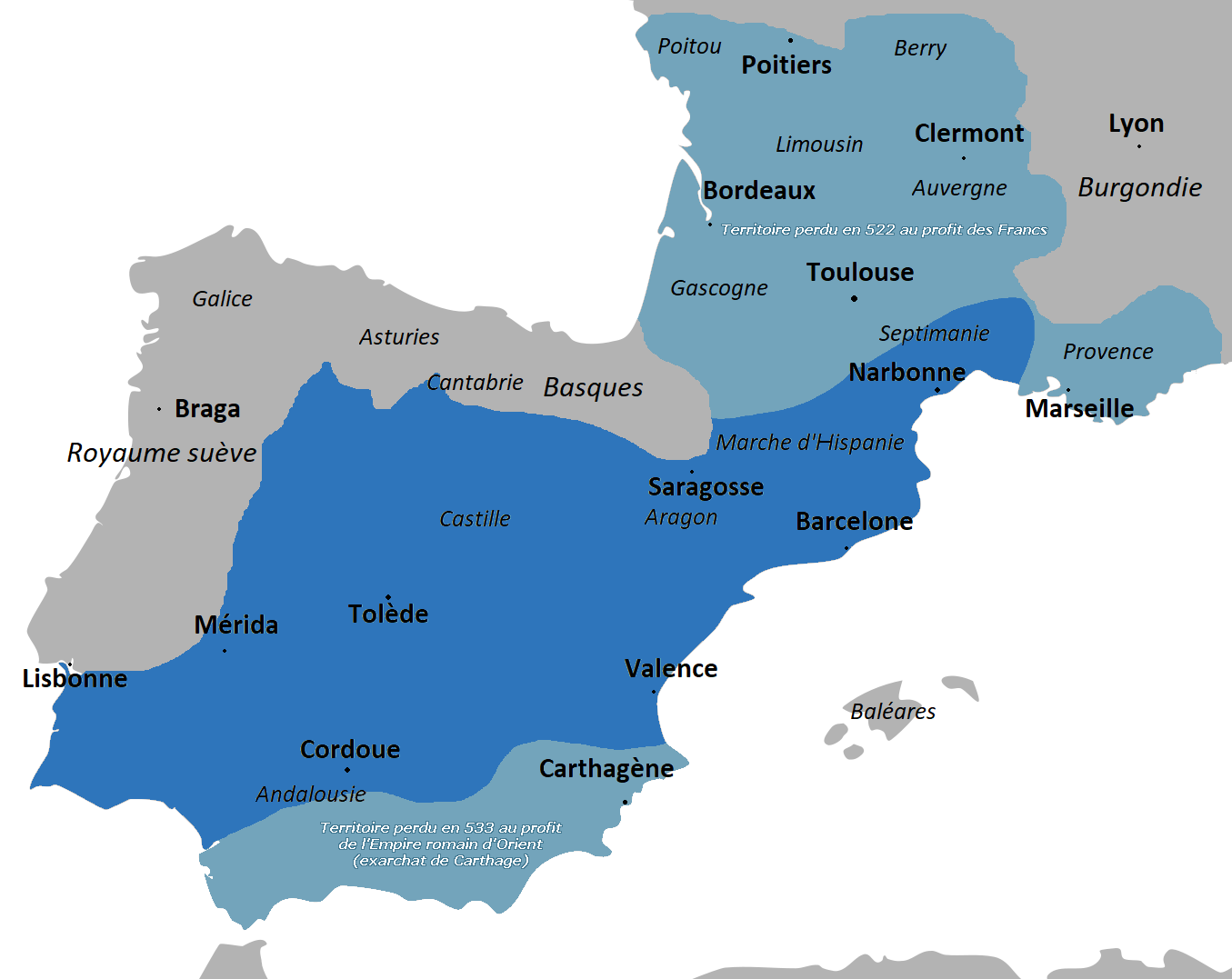
In blu il regno dei Visigoti durante il regno di Teudiselo

## Biografia
Teudiselo fu generale dei Visigoti, durante il regno del suo predecessore, Teudi; infatti nel 533, quando Childeberto I, unite le sue forze a quelle del fratello Clotario I, invase la Navarra, occupò Pamplona e mise sotto assedio Saragozza, il re dei Visigoti, Teudi corse in aiuto alla città con due eserciti (uno comandato da lui, ed uno da comandato da Teudiselo); i Franchi, al suo arrivo, si ritirarono verso i Pirenei, dove furono sconfitti dalla sua armata, mentre Teudiselo, corrotto dai Franchi, non intervenne nella battaglia e permise ai Franchi di ritirarsi indisturbati, carichi di bottino.

Anche Isidoro di Siviglia riporta l'aggressione dei Franchi.

Gregorio di Tours riporta questi avvenimenti nel 542, aggiungendo che i Franchi nel loro bottino avevano anche il corpo di san Vincenzo martire, che trasportarono a Parigi.
Teudiselo fu tra i comandanti dell'esercito visigoto, anche durante l'invasione franca del 541.
Il re dei Visigoti, Teudi, fu assassinato nel palazzo reale di Siviglia, nel 548, da un Goto che si faceva passare per pazzo.

La morte di Teudi, nel suo palazzo, viene riportata sia da Isodoro di Siviglia, che dal Chronicon Albeldense.

A Teudi succedette il suo generale, Teudiselo, come riportano Gregorio di Tours, Isidoro di Siviglia e Giordane.
Sui suoi 16 mesi di regno si hanno scarse notizie, si sa solo che Teudiselo fu un uomo di condotta immorale e che fu anche lui trucidato nel suo palazzo di Siviglia.

La morte di Teudiselo, nel palazzo di Siviglia a metà dicembre del 549, durante un banchetto, a causa del suo comportamento immorale con le mogli di diversi nobili viene riportata sia da Isodoro di Siviglia, che dal Chronicon Albeldense; mentre Gregorio di Tours riporta che, durante un banchetto fu ucciso con le spade; infine Giordane riporta che fu ucciso dai suoi.

Il Chronica Regum Visigotthorum cita Teudiselo, confermando che fu re per un anno, sei mesi e tredici giorni (Theudiselus regnavit annum I meses VI et dies XIII); il Chronicon Albeldense conferma che Teudiselo regnò un anno, regnò in pace con la chiesa, concedendo il vescovado a Toledo, contrastò i Franchi e fu ucciso nel suo palazzo.
A Teudiselo succedette Agila, come riporta Isidoro di Siviglia.

## Discendenza
Di Teudiselo non si conosce né il nome di eventuali mogli né alcun discendente.